# قبائل بني عامر
بني عامر (بالتغرينية: በን ዓምር) هي قبائل مسلمة عربية الأصل تعيش في شمال شرق إفريقيا بالأخص في السودان وإريتريا، وهم أكبر اتحاد قبلي في إريتريا. يتحدث غالبية بني عامر اللغة العربية، والبقيةلهجة التقراييت احدى اللغات الافرواسيوية الساميه القديمة.

## التوزيع
هناك تقريبا حوالي 300 ألف شخص في شمال شرق إفريقيا من بني عامر، يعيشون بالقرب من البحر الأحمر حول حدود إريتريا والسودان. بلغ عددهم 235,389 في السودان عام 1993.

## التاريخ

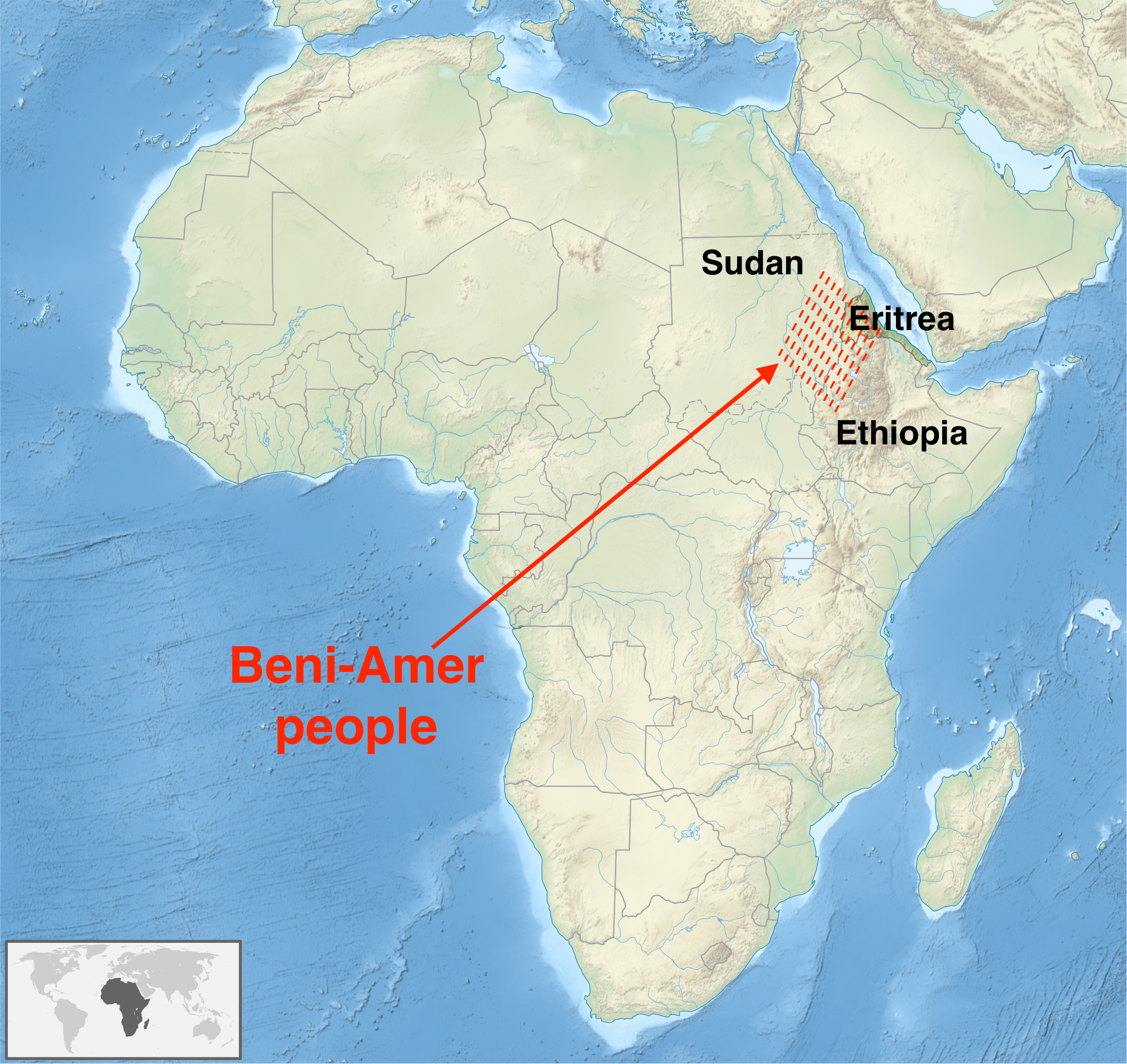
توزيع سكان بني عامر (تقريبا)

اكتسبت قبائل. البني عامر أهمية سياسية في القرن السادس عشر عندما انضموا إلى قبائل الفونج والجعليون لهزيمة حكام بيلو في إريتريا والمناطق المجاورة. ظل بني عامر متحالفين مع الفونج، وكانوا يدفعنا جزية سنوية لهم حتى عام 1821. ثم أصبحوا طرفًا في الاستعمار الإيطالي عندما دخلوا في شراكة مع الإيطاليين لهزيمة الثورة المهدية السودانية في ثمانينيات القرن التاسع عشر. دعمت الطبقة الحاكمة في بني عامر الإيطاليين في الحرب العالمية الثانية. إلا أن هزيمة إيطاليا أدت إلى تغييرات في القوى الإقليمية منها تقليص القوة العسكرية للبني عامر.

## سبل العيش
تعيش القبائل حياة رعوية قبلية إذ يقوم سكان المناطق الشمالية بتربية الإبل والجنوبيون يربون الماشية، اعتمد الكثير منهم الزراعة في العصر المعاصر أو اتجهوا للعمل بأجر.

## التقسيم الطبقي
بني عامر ذوي هيكل اجتماعي طبقي للغاية. تتخذ الطبقة الحاكمة القرارات الاقتصادية والسياسية على أنها تشكّل فقط أقل من 10٪ من إجمالي السكان.

## عادات وتقاليد
الرقصات الشعبية هي إحدى الطقوس التى يمارسها أفراد قبيلة البني عامر بشرق السودان بعد صلاة العيد للتعبير عن فرحتهم بالعيد 

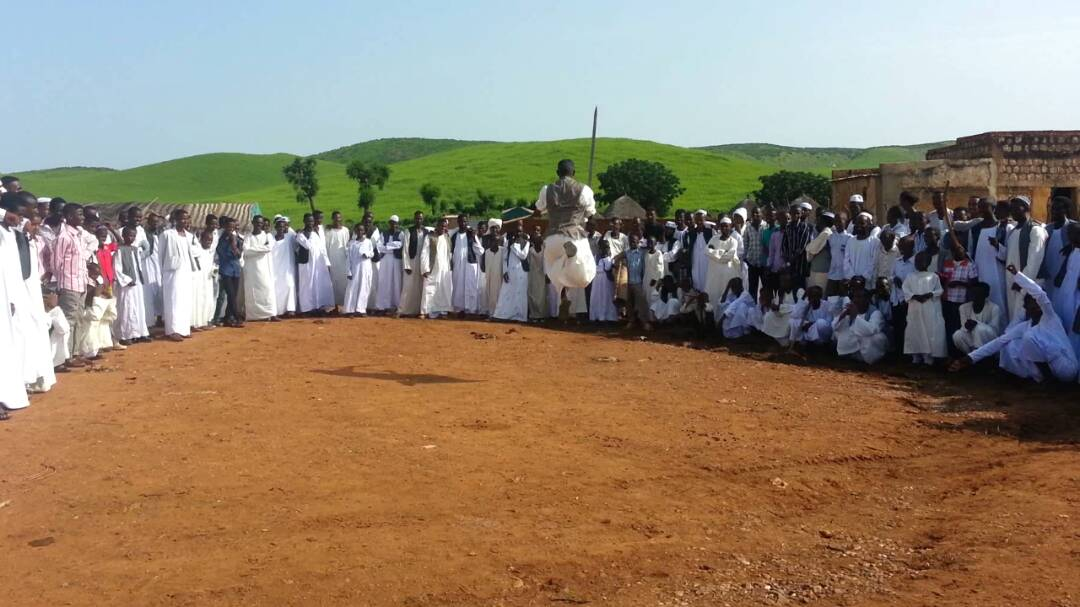
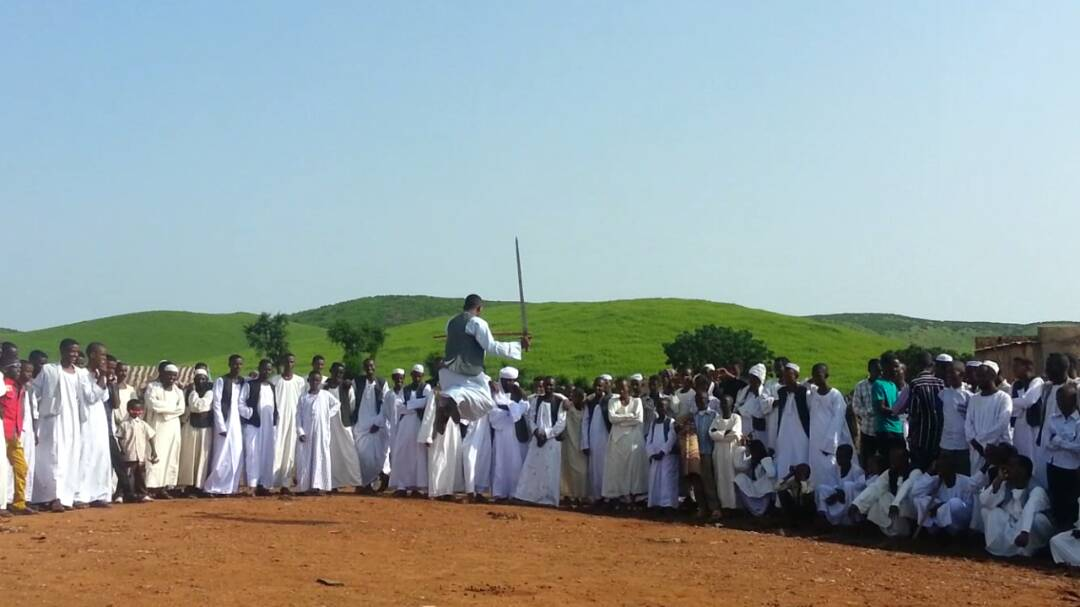
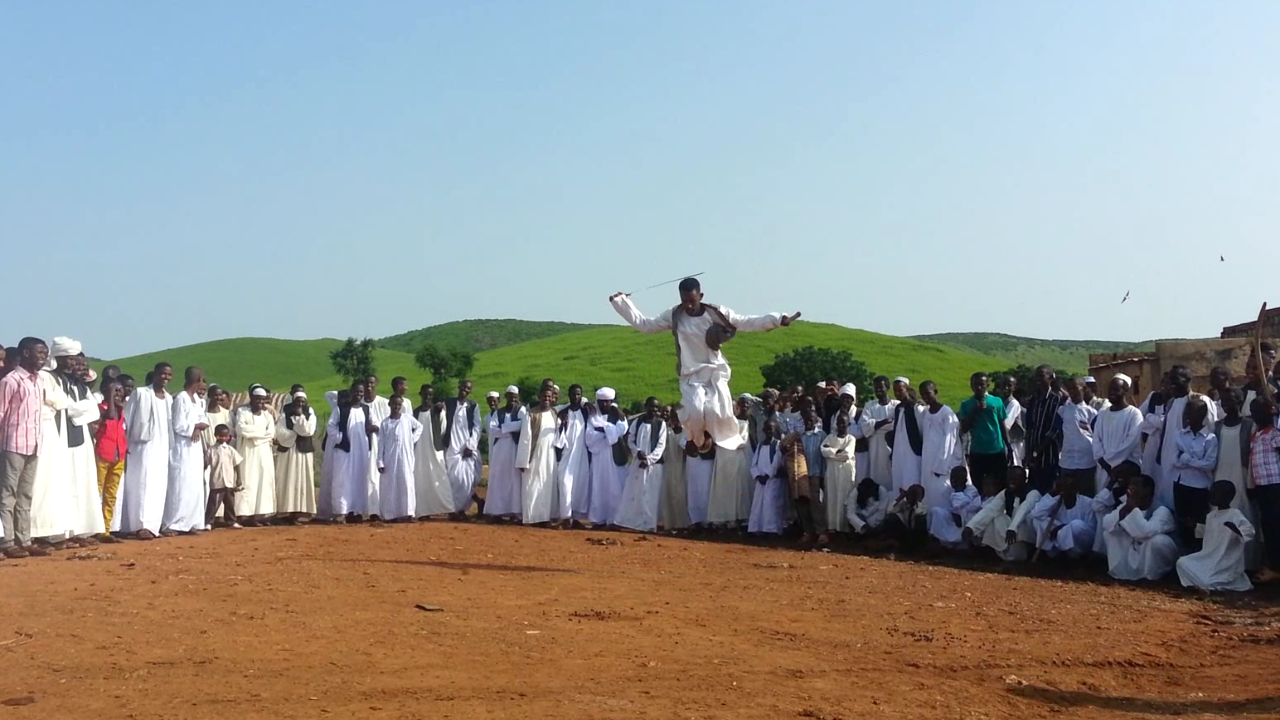
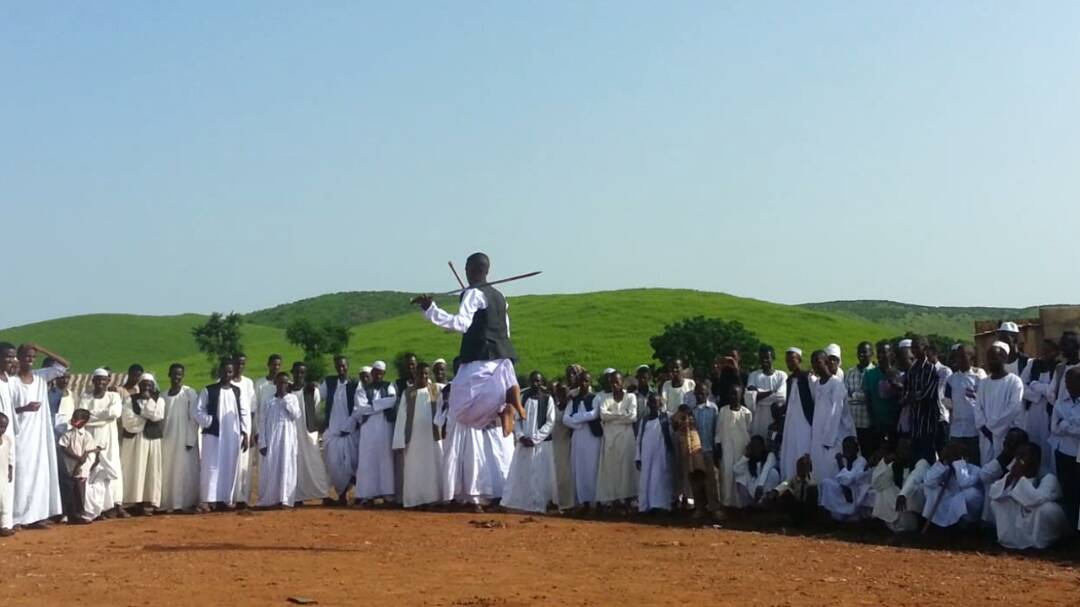
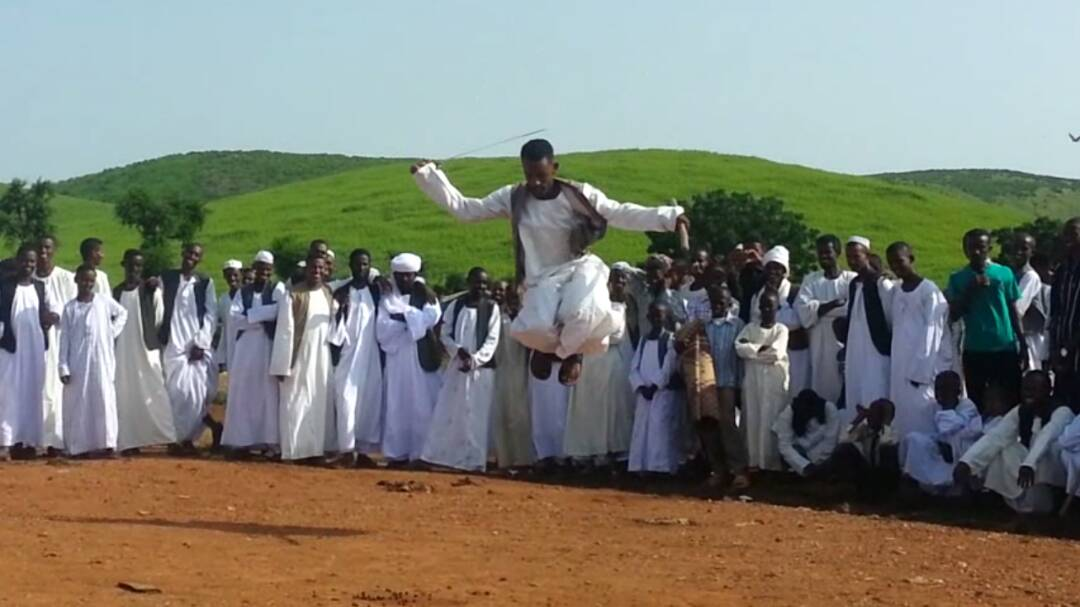
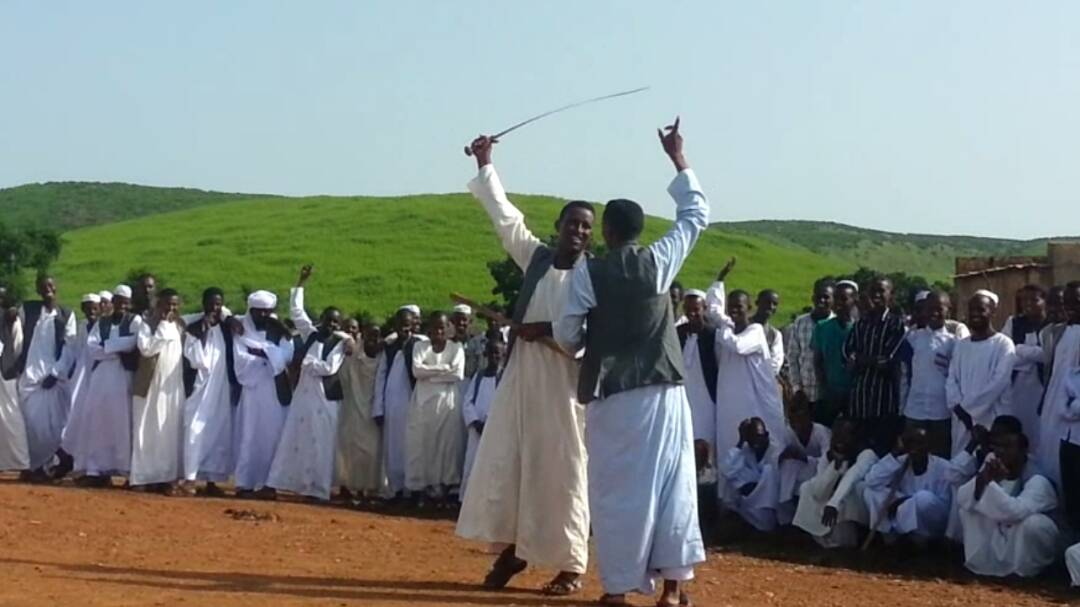